# Мао Дзъдун
Мао пренасочва насам.  За други значения вижте Мао (пояснение).
Мао Дзъдун (традиционно се изписва и като Мао Дзедун) (на китайски: 毛泽东) е китайски революционер, политик и теоретик на комунизма.
Той оглавява Китайската комунистическа партия (ККП) през 1943 г., а от нейното основаване през 1949 г. до своята смърт през 1976 г. е начело и на Китайската народна република. Теоретичните приноси на Мао към марксизма и ленинизма и към военната стратегия, както и политиката, провеждана от него, днес са известни с общото наименование маоизъм.
Мао Дзъдун продължава да бъде противоречива историческа фигура, като оценките за него все още предизвикват ожесточени спорове. Комунистическият режим в Китай официално го смята за велик революционер, политически стратег, военен гений и спасител на нацията. Много китайци смятат също, че със своята политика той поставя стопанските, технически и културни основи на съвременен Китай, превръщайки го от страна с аграрно общество във водеща световна сила. Освен това Мао е разглеждан като поет, философ и визионер, до голяма степен в резултат на култа към личността му, който е формиран, докато е на власт. Портретът на Мао продължава да стои на видно място на централния пекински площад „Тиенанмън“ и присъства на всички банкноти на китайския юан.
В същото време политическите кампании на Мао Дзъдун, като Големият скок напред и Културната революция, са осъждани заради милионите жертви и предизвиканите от тях масов глад и поражения върху китайската култура, общество и икономика. Според различни оценки управлението на Мао от 1949 до 1976 г. е довело до смъртта на 40 до 70 млн. души. След идването на власт на Дън Сяопин през 1978 г. политическият курс на Мао до голяма степен е изоставен за сметка на мащабни икономически реформи, отчасти преодолели негативните стопански последствия от управлението на Мао.

## Ранни години
Мао Дзъдун е роден на 26 декември 1893 г. в Шаошан, провинция Хунан. Баща му е селянин, който с времето забогатява и става търговец на зърно. Родният език на Мао е сян. През целия си живот той има трудности с изучаването на езици и така и не се научава да говори официалния китайски език мандарин.
На осемгодишна възраст Мао отива да учи в местното начално училище, където прекарва 5 години, преди да се върне на работа в семейната ферма. През 1907 г., когато е 14-годишен, баща му го жени за по-възрастната Луо Исиу (1889 – 1910). Малко по-късно Мао напуска семейството си и отива да учи в средно училище в Чанша, столицата на провинцията. При започването на Синхайската революция срещу династията Цин през есента на 1911 г. Мао се присъединява към революционната армия. След установяването на републиката през следващата пролет той се връща в училище и през 1918 г. завършва гимназия.
През 1919 г. Мао заминава за Пекин със своя доскорошен учител Ян Чандзи, който получава преподавателско място в Пекинския университет. С негово съдействие той е назначен за помощник-библиотекар в университетската библиотека, където работи под ръководството Ли Даджао. През 1921 г. Ли е един от двамата основатели на ККП. Той оказва силно влияние върху политическите възгледи на Мао. По това време Мао се записва за задочен студент в университета и посещава лекции на известни интелектуалци, като Чън Дусиу, Ху Ши и Циен Сюентун.
След връщането си в Чанша той става директор на училище и участва в областната културна и образователна агитация. Подновява приятелството си с Ян Кайхуей, дъщерята на професор Чанджи, с която стават любовници, въпреки предишния си брак, който никога не признава. Поради слабите си чуждоезични умения Мао отказва предложение да замине да следва във Франция.
През 1920 г. Ян Чандзи умира, а Мао се жени за неговата дъщеря Ян Кайхуей (1901 – 1930). Двамата имат 3 деца – Мао Анин (1922 – 1950), Мао Анцин (1923 – 2007) и Мао Анлун (1927 – 1931). През 1930 г., по време на Китайската гражданска война, когато Мао вече живее с бъдещата си трета съпруга, Ян Кайхуей и децата ѝ са заловени от правителствени части и тя е убита.
На 23 юли 1921 г. Мао присъства на първата сесия на Националния конгрес на Китайската комунистическа партия в Шанхай. След две години той е избран за един от петте комисари на Централния комитет (ЦК) на партията по време на третия ѝ конгрес. По-късно същата година Мао се връща в Хунан по нареждане на ЦК на ККП, за да организира хунанския отдел на Гоминдан.
През 1924 г. той е делегат в първия национален конгрес на Гоминдан, където е избран за заместник-изпълнителен директор на ЦК. Следващата година става изпълнителен директор на шанхайския клон и секретар на организацията.
За известно време Мао остава в Шанхай – град, смятан за важен за революцията. Въпреки това партията среща трудности при организацията на профсъюзите и изграждане на отношенията с националистическия си съюзник Гоминдан. Партията обеднява и Мао, разочарован от революцията, се връща в Шаошан. По време на престоя си там интересът на Мао за революция се възражда, след като разбира за въстанията в Шанхай от 1925 г. Политическите му амбиции се връщат и той заминава за Гуандун, базата на Гоминдан, за да се подготви за втората сесия на националния конгрес на Гоминдан. През октомври 1925 г. Мао става директор на пропагандата.
В началото на 1927 г. Мао се връща в Хунан, където след спешна среща на Комунистическата партия той прави доклад въз основа на неговите изследвания на селските въстания в зората на Северния поход. Неговият „Доклад на селското движение в Хунан“ се смята за първата и решителна стъпка към успешното прилагане на революционните идеи на Мао.

## Политически възгледи
След като завършва училище „Хунан Нормал“ – най-доброто образование, което може да получи в своята провинция, Мао прекарва 6 месеца, учейки индивидуално. За първи път се среща с комунизма, докато работи в Пекинския университет, а през 1921 г. присъства на организираната среща на ККП. Сблъсква се с марксизма, докато работи в Пекинския университет като помощник-библиотекар. Други важни влияния върху Мао оказват руската революция и, според някои учени, китайските произведения на литературата. Мао искал да разруши съюза на империализма и феодализма в Китай. Той смята, че Гоминдан са политически и икономически уязвими и че революцията не може да се предвожда от националисти.
През 1920-те години Мао води няколко работнически битки въз основа на неговите учения на разпространяването и организирането на съвременните работнически движения. Тези движения са успешно потиснати от правителството и Мао бяга от Чангша, Хунан, след като е бил набелязан като радикален активист. Той обмисля тези загуби и накрая разбира, че индустриалните работници не могат да водят революцията, защото представляват малка част от китайското население, и невъоръжени работнически битки не могат да решат проблемите на империалистическото и феодалното потисничество. Мао започва да зависи от селяните, които по-късно стават върли поддръжници на неговата теория за насилствена революция. Зависимостта от селския пролетариат, а не от градския, е това, което различава Мао от неговите предшественици. Самият Мао е от селско семейство и така изгражда репутацията си сред фермерите и селяните и ги запознава с марксизма.
Двете му есета от 1937 г. – „За практиката“ и „За противоречието“, са свързани с практическите стратегии на революционното движение и подчертават важността на практическите знания, получени от опит. Двете есета отразяват партизанската природа на маоизма, поради необходимостта да се събере подкрепа в провинцията срещу японската окупационна армия, и подчертават необходимостта да се спечелят умовете и сърцата чрез „образование“. Части от тези есета се появяват в книгата „Цитати от председателя Мао“.

## Война
През 1927 г., след масова чистка на комунисти в Гоминдан в Шанхай, което слага край на техния съюз по време на Северния поход, Мао организира въстанието на Есенната жътва в Чанша като главнокомандващ. Мао предвожда армия, наречена „Революционна армия на работниците и селяните“, която е победена от силите на Гоминдан след тежки битки. След това изтощените воини напускат Хунан за Санван, където Мао реорганизира разпръснатите войници, пренарежда военното разделение на по-малки отряди. Освен това Мао заповядва всяка рота да има партиен отдел с комисар начело, който дава политически инструкции. Тази военна организация осигурява пълния контрол на ККП над нейните военни сили и се смята, че има голям ефект върху китайската революция. По-късно армията се мести в планината Жинганг. Там Мао убеждава двама местни бунтовнически лидери да обещаят верността си към него. Така Мао съединява армията си с тази на Джу Дъ и създава Китайската червена армия. Тактиката на Мао е базирана на тази на испанските партизани от Наполеоновите войни.
От 1931 г. до 1934 г. Мао помага в изграждането на Китайската съветска република и е избран за председател на тази малка република в планинските райони на Дзянси. Там Мао се жени за Хе Жижен. Предишната му жена, Ян Кайхуей, е арестувана и екзекутирана през 1930 г., три години след тяхното заминаване. В Дзянси авторитарното господство на Мао, особено това на военната сила, е оспорено от дзянсийския клон на ККП и военните офицери. Опонентите на Мао, сред които най-известният е Ли Венлин, създателят на клона на ККП и Червената армия в Дзянси, са против неговите политики относно земята и предложенията му за реформа на местното партийно управление и ръководство на армията. Първоначално Мао реагира, като обвинява противниците си в опортюнизъм и кулакизъм и впоследствие систематично ги потиска.
Има сведения, че при управлението на Мао са използвани брутални мъчения. Смята се, че десетки хиляди заподозрени врагове, може би до 186 000, са убити по времето на тази чистка. Критици обвиняват, че властта на Мао в Дзянси е запазена чрез революционен тероризъм или червен тероризъм.
Мао, с помощта на Джу Дъ, създава скромна, но ефективна армия, започва експерименти в провинциалните реформи и управление и предлага убежище за комунистите, бягащи от чистките на Гоминдан в градовете. Методите на Мао обикновено са наричани партизански, но той самият прави разлика между партизанска война и мобилна война. Доктрините на Мао за партизанска и мобилна война са базирани на факта, че Червената армия е зле въоръжена и необучена, както и че тя се състои предимно от бедни селяни, които обаче са захранвани от революционната страст и желанието за комунистическа утопия.
Около 1930 г. съществуват повече от десет региона, обикновено наричани „съветски райони“, под контрола на ККП. Относителният просперитет на „съветските части“ изненадва и притеснява Чан Кайшъ, председател на правителството на Гоминдан, което предприема пет обсадни кампании срещу „централния съветски район“. Повече от един милион войници на Гоминдан участват в тези пет кампании, четири от които спечелени от Червената армия, водена от Мао. До юни 1932 г. (пикът на нейната сила) Червената армия има не по-малко от 45 000 войници и още 200 000 души местно народно опълчение, което играе ролята на спомагателна войска.
Под нарастващия натиск на кампаниите на Гоминдан започва борба за власт сред комунистическото управление. Мао е премахнат от важните му позиции и е заменен от хора, които са лоялни на ортодоксалната линия, дирижирана от Москва и представяна в ККП от група, наречена 28-те болшевики. Чан, които преди това приема номинален контрол над Китай заради Северния поход, е решен да елиминира комунистите. През октомври 1934 г. той ги обгражда и ги кара да се включат в „Лъвския марш“ – отстъпление от Дзянси в югоизточната част на Китай до Шънси в северозападната част на Китай. По време на този едногодишен 9600-километров поход Мао се очертава като главен комунистически лидер, подпомаган от Конференцията в Дзуни и дезертирането на Джоу Енлай към страната на Мао. На тази конференция Мао влиза в постоянния комитет на Политбюро на ЦК на ККП.
През 1936 г. манджурският владетел и предишен съюзник на Чан, Джан Сюлян, решава да заговорничи с ККП и отвлича Чан Кайшъ, за да сложи край на конфликта между ККП и Гоминдан. За да освободи Чан, Гоминдан са принудени да се съгласят на временен край на китайската гражданска война и сформирането на общ фронт срещу Япония. ККП се съгласява да сформира Нова Четвърта армия и Осма армия, които са под контрол на Националната Революционна армия.
По време на японско-китайската война Мао се застъпва за избягването на открити битки с японската армия, като вместо това се концентрират на партизанската война от базата си в Янан, оставяйки Гоминдан да се справи с битките, което води до много техни жертви. Мао насочва силите на ККП да се концентрират върху поглъщането или елиминирането на китайското народно опълчение зад тила на врага. Това води до ожесточени конфликти между силите на ККП и Гоминдан и крехкият съюз се разпада след инцидента на Нова Четвърта армия през януари 1941 г. Мао допълнително затвърждава властта си над Комунистическата партия през 1942 г., като започва „поправителна“ кампания срещу своите противници в ККП като Уан Мин, Ван Шивей и Дин Лин. Докато е в Янан, Мао се развежда с Жижен и се жени за актрисата Ли Шумън, позната под името Дзян Цин.
Мао значително разширява сферата на влияние на ККП в районите извън японски контрол, най-вече чрез селски масови организации, административни, поземлени и данъчни реформи, благоприятни за бедните селяни, докато националистите се опитват за неутрализират разпространението на комунистическото влияние чрез блокади на районите контролирани от ККП, докато се бият с японците.
През 1944 г. американците изпращат специални дипломатически пратеници под Мисията Дикси до ККП. Според Едвин Моис в книгата „Модерен Китай: История“, II издание:
| „ | Повечето американци имаха добро впечатление. ККП изглеждаше по-единна, по-енергична в съпротивата си срещу Япония от Гоминдан. Летците на САЩ, свалени над Северен Китай… потвърдиха пред своите началници, че ККП е силна и популярна върху голям район. В края на краищата контактите, които САЩ създаде с ККП, доведоха до почти нищо. | “ |

След края на Втората световна война САЩ продължават военната си помощ на Чан Кайшъ и неговите сили на Гоминдан срещу Народоосвободителната армия, водена от Мао Дзъдун в гражданската война за контрол над Китай. Същевременно СССР помага на Мао, като окупира Североизточен Китай, което позволява на Народоосвободителната армия да се движи в големи групи и да завземе оръжейните запаси, оставени от японската армия.
През 1948 г., по директна заповед на Мао, Народоосвободителната армия уморява от глад силите на Гоминдан, окупирали Чанчун. Поне 160 000 цивилни граждани загиват по време на обсадата, която продължава от юни до октомври. Подполковник Жан Женлу, който документира обсадата в книгата си „Бял сняг, червена кръв“, я сравнява с Хирошима: „Загубите бяха горе-долу същите. Хирошима продължи девет секунди, Чанчун продължи пет месеца.“ На 21 януари 1949 г. силите на Гоминдан претърпяват големи загуби в битките срещу силите на Мао. На 10 декември 1949 г. войниците на Народоосвободителната армия започват обсада на Чънду, последният град, държан от Гоминдан на континентален Китай, и Чан Кайшъ се евакуира в Тайван.

## Диктатор на континентален Китай
Китайската народна република е основана на 1 октомври 1949 г. Тя е кулминацията на повече от две десетилетия граждански и международни войни. От 1943 г. до 1976 г. Мао е председател на Китайската комунистическа партия. През този период той е наричан Председателят Мао или Великият вожд Председателя Мао. Мао обявява: „Китайският народ се е изправил.“
Мао се премества в Джуннанхай, комплекс близо до Забранения град в Пекин, където разпорежда изграждането на затворен басейн и други сгради. Според Ли Джисуи, Мао обикновено работи или в леглото си, или до басейна, като предпочита да не носи официални дрехи, ако не е наложително. (Книгата на Ли „Личният живот на председател Мао“ е смятана за противоречива според симпатизантите на Мао.)
През октомври 1950 г. Мао решава да изпрати Народната доброволческа армия в Корея да се бие срещу силите на ООН, предвождани от САЩ. Историческите извори показват, че Мао управлява военните кампании до най-малък детайл.
Първата мащабна репресивна кампания от общонационален мащаб е поземлената реформа, по време на която са избити почти 100 хиляди души, а в някои райони са избивани поголовно и семействата на земевладелците без оглед на пол и възраст, по време на масови срещи, организирани от Комунистическата партия, и тяхната земя е отнемана и давана на бедните селяни, подстрекавани от партията с лозунга „На всеки орач – собствена нива“. Освен избитите земевладелци около 19 милиона оставени живи селяни, обявени за „земевладелци, богати селяни, реакционери и/или лоши елементи“ са подложени на Дискриминация, унижение и лишаване от Граждански права. По време на поземлената реформа безимотните селяни получават исканото от тях чрез партийната политика на грабеж без оглед на използваните средства, наречена „Жътва без работа“. След ликвидирането на земевладелската класа обаче ККП за 2 години налага на селяните редица задължения като групи за взаимопомощ и колективизация на земеделието, като по нивото на лишаването на селяните от собствеността им кооперативните земеделски стопанства се делят на начални, напреднали и „народни комуни“, основните земеделски продукти – Зърнените храни, памука и олиото са изключени от пазарната търговия чрез поставянето им в единна национална система за държавни поръчки, а е установена и жилищна регистрационна система, ограничаваща движението на селяните към градовете, забранено им е да купуват зърно от държавните складове, а на децата им – да получават образование в градовете, което ограничава социалната им мобилност и превръща селяните в Крепостници. В селата, но и в градовете се осъществява и кампанията за потискане на контрареволюционерите, което включва публични екзекуции на бивши членове на Гоминдан, бизнесмени, обвинени в „нарушаване“ на пазара, бивши служители в западни компании и интелектуалци със съмнителна лоялност. Държавният департамент на САЩ през 1976 г. изчислява, че по време на поземлената реформа са убити повече от 1 000 000 души, а по време на контрареволюционната кампания – 800 000 души.
Самият Мао твърди, че 700 000 души са убити през периода 1949 – 1953 г. Въпреки това заради политиката на поне една публична екзекуция на земевладелец във всяко селище, броят на жертвите е между 2 милиона и 5 милиона. Освен това поне 1,5 милиона, а може би дори 4 или 6 милиона са изпратени в трудово-изправителни лагери, където мнозина загиват. Мао лично организира масовите репресии и създава квота на екзекуциите, които често са преминавани. Той защитава тези убийства като необходими за защитаване на властта.
От 1951 г. Мао започва две поредни движения за унищожаването на корупцията в градовете, насочени към богатите капиталисти и политически опоненти. Климатът на чист терор се образува, когато работниците осъждат шефовете си, жените предават съпрузите си и деца докладват за родители си; жертвите обикновено са публично унижавани с цел сплашване на хората. Мао настоява дори и малките нарушители да бъдат критикувани или изпращани в трудовите лагери, докато големите нарушители са застрелвани. Тези кампании вземат около 700 000 жертви, повечето от които чрез самоубийство.
В Шанхай самоубийствата чрез скачане от високи сгради стават толкова чести, че жителите избягват вървенето по тротоарите близо до небостъргачите, от страх някой да не падне върху тях, а кметът на града Чън И ежедневно пита за дневния брой такива самоубийства, наричайки извършителите им „парашутисти“. Някои биографи посочват, че докарването на враговете до самоубийство е често срещана тактика по време на управлението на Мао. Например в своята биография на Мао Филип Шорт отбелязва, че в поправителното движение Янан Мао дава изрични заповеди никой да не бъде убиван, но в действителност тази практика дава възможност на шефа на сигурността Кан Шен да докарва враговете до самоубийство, като тази практика продължава през цялото му управление на Китайската народна република.
След затвърдяването на властта си Мао започва първия Петгодишен план (1953 – 58). Планът цели да сложи край на китайската зависимост от селското стопанство, с цел да стане световна сила. С помощта на СССР са построени нови индустриални комплекси и селското стопанство запада до такова ниво, че индустрията започва да произвежда толкова капитал, че Китай вече няма нужда от съветска помощ. Успехът на първия петгодишен план е достатъчен да насърчи Мао да пусне в ход втория петгодишен план, Големият скок напред през 1958 г. Мао също предприема масова колективизация. ККП създава контрол на цените, както и опростява китайския език с цел увеличаване на грамотността. Предприети са също и масови проекти за индустриализация.
След като създаденият от унгарски антикомунистически интелектуалци по време на Десталинизацията „Кръг на Петьофи“ организира форуми и дебати, критикуващи комунистическия режим в страната и причинява избухването на общонародна революция, потушена от Съветските войски, Мао решава да предотврати такъв сценарии в Китай в зародиш, примамвайки антикомунистическите интелектуалци да изразяват публично мненията си в започнатата от него Кампания на стоте цветя, по време на която Мао заблуждава, че е съгласен да преосмисли различните мнения за това как трябва да бъде управляван Китай. Че кампанията е била тактически ход с цел подмамване на инакомислещите да признаят за недоволството си, доказва и писмо на Мао до местните партийни секретари от 1957 година, в което Мао казва, че смята да „изкара змиите от дупките им“. Из цял континентален Китай лозунги призовават хората да изразяват открито мненията си, обещавайки, че партията „няма да е дребнава и да намира кусури, няма да удря с пръчката, няма да обижда и да заклеймява и няма да търси отговорност след това“. След като недоволните от режима получават свободата да се изразят, либералите и интелектуалците започват да се противопоставят на Комунистическата партия и да поставят под въпрос нейното управление. В началото това е толерирано. След като за няколко месеца целта за разпознаване на видните противници на режима, които могат да организират и поведат възможна революция, и активните поддръжници на идеите им е осъществена, Мао прекратява кампанията и започва да преследва тези, около половин милион души, които са критикували, както дори и тези, които само са обвинени в критика, в това, което партията нарича Антидясното движение. Но в действителност интелектуалците са репресирани основно за изразяване на чисто конструктивна критика, непризоваваща за сваляне на комунистическия режим, към който изразяват уважение, или за реставрация на капитализма – примерно Луо Лонджъ зове за създаване на комисия от ККП и сателитните ѝ партии, които той нарича „демократични“, за да се разследват „отклоненията“ в репресивните кампании „Трите анти“, „Петте анти“ и движенията за прочистване от „реакционерите“, без да оспорва „справедливостта“ на самото им провеждане, Джанг Боджун предлага предоставяне на реални политически пълномощия на Политическия консултативен комитет на ККП и Парламента на континентален Китай, а Чу Анпин предлага да се направи възможно назначаването на талантливи безпартийни лица за ръководители на работническите подразделения и колективите им и че не е нужно всеки въпрос да се решава по предложения от партийните членове начин. Автори като Юн Чжан доказват, че Кампанията на стоте цветя е използвана, за да се изкорени „опасното мислене“.
Поддръжници на Мао, като доктор Ли Джисуи, твърдят, че Мао първоначално вижда политиката като начин за отслабване на критиците му в партията, но е изненадан от мащабността на критиката и от това, че е насочена към неговата власт. Чак тогава той решава, че може да бъде използвана като метод за идентифицирането и отстраняването на тези, които са критични към неговото правителство. Движението на стоте цветя води до осъждането и смъртта на много граждани, което е свързано с Антидясното движение на Мао, с брой на жертвите от няколко милиона.

### Големият скок напред
През януари 1958 г. Мао Дзъдун стартира втория петгодишен план, познат още под името „Големият скок напред“, план, замислен като алтернативен модел за икономически растеж, фокусиращ върху тежката промишленост. Според тази икономическа програма малките земеделски колективи се сливат в големи народни комуни и много селяни са изпратени да работят по големи инфраструктурни проекти или по добива на желязо и стомана. Частното производството на някои храни е забранено; добитъкът става обща собственост.
По времето на Големия скок Мао и други партийни лидери нареждат изпълнението на различни нови недоказани и ненаучни земеделски техники от новите комуни. В комбинация с отклоняването на труда към производството на стомана и инфрастуктурните проекти, както и цикличните природни бедствия, тези проекти водят до 15% спад в производството на пшеница през 1959 г., последван от допълнителен 10% спад през 1960 г., като тези ниски нива се запазват през 1961 г.
В опит да спечели благоразположението на началниците си и да избегне чистката, всеки слой на партийната йерархия преувеличава количеството пшеница, произведен под техен контрол. Въз основа на тези грешни данни голяма част от добива е прибран за държавно ползване, най-вече за градовете, но също така и за износ. Положението в някои райони е усложнено от суши, а в други – от наводнения, като това оставя селяните с малко храна за себе си и води до Големия китайски глад, в който умират милиони. Този глад е пряката причина за смъртта на над 30 милиона китайци в периода 1959 – 62 г. Много измършавели и недохранени деца умират скоро след края на Големия скок през 1962 г.
Знанието на Мао за сериозността на ситуацията е оспорвано. Според някои, като д-р Ли Джисуи, Мао не знае, че ситуацията е нещо повече от лек недостиг на храна до края на 1959 г.:
| „ | Но не мисля, че когато говори на 2 юли 1959 г., знаеше колко тежко е станало бедствието и мислеше, че партията прави всичко възможно да управлява ситуацията. | “ |

Историкът от Хонг-Конг, Франк Дикотер, които прочита над хиляда документи, от (2005 – 2009) отворените китайски местни и регионални партийни архиви, оспорва идеята, че Мао не знае за глада, докато вече не е твърде късно:
| „      | Идеята, че държавата по погрешка е взела твърде много зърно от провинцията, защото предполага, че реколтата е много по-голяма, е в голямата си част мит – единствената вярност е само през есента на 1958 г. В повечето случаи партията много добре знае, че убиват от глад собствените си хора. На тайна среща в хотел Цинцян в Шанхай на 25 март 1959 г. Мао изрично нарежда на партията да сдобие с до една трета от всичкото зърно, много повече отколкото дотогава. На срещата той казва че „когато няма достатъчно храна, хората ще умрат от глад. По-добре е да оставим половината хора да умрат, за да може другата половина да яде.“ | “ |
| [ 46 ] | |   |

В „Гладни призраци“ Джаспър Бекер отбелязва, че Мао се отнася пренебрежително към докладите за недостиг на храна в провинцията и отказва да промени курса, смятайки, че селяните лъжат и десницата и кулаците крият зърно. Той отказва да отвори държавните хамбари и вместо това започва серия от кампании против укриването на зърно, които водят до много чистки и самоубийства. Започват още насилствени кампании, при които партийни лидери обхождат селата в търсене на скрита храна, но не само зърно, защото Мао издава квоти за прасета, пилета, патици и яйца. Много от селяните, обвинени в скриване на храна, са измъчвани и пребивани до смърт.
Какъвто и да е случаят, Големият скок напред води до милиони смъртни случаи в Китай. Мао губи почитта на много от висшите кадри в партията и впоследствие е принуден да се откаже от този политически курс в 1962 г., като губи политическа сила за сметка на по-умерени лидери като Лю Шаоци и Дън Сяопин. Въпреки това Мао, подкрепен от националната пропаганда, твърди, че той е само частично виновен. Така той успява да запази поста си като председател на Китайската комунистическа партия, като президентството е предадено на Лю Шаоци.
Големият скок напред е катастрофа за Китай. Въпреки че квотите за стомана са достигнати, почти всичката от тази „стомана“ е всъщност желязо, защото е направена от несортиран скрап в домашни пещи без надежден източник на гориво като въглища. Според Чан Ронмей, учител по геометрия в Шанхай по време на Големия скок:
| „ | Ние взехме всички мебели, тенджери и тигани, които имахме в нашата къща и всички наши съседи направиха същото. Сложихме всичко в един голям огън и стопихме всичкия метал. | “ |

Повечето язовири, канали и други инфраструктурни проекти, на които милиони селяни и затворници са принудени да работят, и който в много случаи умират, се оказват безполезни, защото са построени без информация от опитни инженери, които Мао отхвърля на идеологическа основа.
Най-лошата част от глада е насочена към враговете на държавата, подобно на глада от 1932 – 1933 г. в СССР. Както Джаспър Бекер обяснява:
| „      | Най-уязвимата част от китайското население, около пет процента, са тези, които Мао нарича народни врагове. Всеки, който в предишни кампании на репресии е обявяван за „черен елемент“, е получавал най-нисък приоритет при разпределянето на храна. Земевладелци, богати селяни, бивши членове на националистическия режим, религиозни лидери, членове на десницата, контрареволюционери и семействата на тези лица умират в голям брой. | “ |
| [ 51 ] | |   |

### Последици
На Лушанския пленум през юли/август 1959 г. няколко лидери изразяват загриженост, че Големият скок не е толкова успешен, колкото е планирано. Най-директният от тях е министърът на отбраната и генерал от Корейската война Пен Дехуай. Мао, страхувайки се от изгубване на позицията си, организира чистка на Пен и привържениците му, потискайки критиката на политиката на Големия скок. Висши служители, които съобщават истината на Мао, са заклеймявани като „десни опортюнисти“. Започва кампания срещу десния опортюнизъм, която води до изпращането на партийни членове и обикновени селяни в лагерите, където впоследствие ще умрат от глад. Години по-късно ККП ще заключи, че 6 милиона души са погрешно наказани в тази кампания.
Броят на загиналите от глад по време на Големия скок е противоречив. До средата на 80-те години, когато официалните данни от преброяването са публикувани от китайското правителство, почти нищо не се знае за мащаба на бедствието в китайската провинция, тъй като малко западни наблюдатели са допускани по това време и са били ограничавани до образцови селища, къде са били заблуждавани, че Големият скок има голям успех. Смятало се е, че докладите за глад, които достигат до Запада предимно през Хонг Конг и Тайван, са преувеличени, защото Китай продължава да твърди за рекордни реколти и изнася зърно през този период. Понеже Мао иска да изплати дълга си към СССР на стойност 1,973 милиарда юан от 1960 г. до 1962 г., износът се увеличава с 50% и комунистическите режими в Северна Корея, Северен Виетнам и Албания получават безплатно зърно.
Преброявания са извършени в Китай през 1953, 1964 и 1982 г. Първият опит да се изследват тези данни, за да се пресметне броят на жертвите, е направен от американския демограф д-р Джудит Банистър и е публикуван през 1984 г. Имайки предвид дългите периоди между преброяванията и съмненията относно истинността на данните, е трудно да се даде точна бройка. Въпреки това Банистър стига до заключението, че според официалните данни около 15 милиона души загиват през периода 1958 – 61 г. и базираната на нейния модел на китайската демография по време на периода и недокладването по време на глада, бройка е около 30 милиона. Официалната статистика е 20 милиона смъртни случаи. Според Ян Чишън, бивш репортер на новинарската агенция на Синхуа, който има привилегирован достъп и връзки, недостъпни за другите учени, изчислява, че жертвите са 36 милиона. Франк Дикотер изчислява, че има поне 45 милиона преждевременни смъртни случаи по време на Големия скок от 1958 г. до 1962 г. Други източници поставят бройката между 20 и 46 милиона.
На международно ниво, периодът е доминиран от допълнителната изолация на Китай. Съветско-китайският разрив води до изтеглянето на съветските технически експерти и помощ от страната. Разривът е предизвикан от спорове относно контрола и посоката на световния комунизъм и други спорове относно външната политика. Повечето от проблемите по отношение на комунистическото единство са резултат от смъртта на Сталин и заместването му от Никита Хрушчов. Само Албания, под ръководството на Енвер Ходжа, открито се застъпва за Китай, което създава съюз между двете държави, който продължава до китайско-албанския разрив след смъртта на Мао през 1976 г.
Сталин се представя като наследникът на „правилната“ марксистка мисъл преди Мао да контролира ККП и затова Мао никога не оспорва нито една сталинистка доктрина (поне докато Сталин е жив). След смъртта на Сталин Мао смята, че властта над „правилната“ марксистка доктрина ще се падне на него. Последвалото напрежение между Хрушчов (като глава на по-силно политически и военно правителство) и Мао (смятащ, че има по-добро разбиране на марксистката идеология) разгражда предишните отношения между КПСС и КПП. В Китай съветските граждани са отречени като „ревизионисти“ и са добавени до „американският империализъм“ като движение, на което трябва да се противопоставя.
Отчасти заобиколен от враждебни американски бази в Япония, Южна Корея и Тайван, Китай вече е застрашен и от съветска заплаха от север и запад. Вътрешната криза и външната заплаха води до нуждата от невероятно държавничество от страна на Мао, но докато Китай влиза в новото десетилетие, държавниците в Китай са в остра враждебна конфронтация помежду си.
На голяма конференция на ККП в Пекин през януари 1962 г., наречена „Конференцията на седемте хиляди“, председателят на КНР Лю Шаоци осъжда Големия скок като причина за широко разпространения глад. Мнозинството от делегатите изразяват съгласие, но министърът на отбраната Лин Бяо твърдо защитава Мао. Следва кратък период от либерализация, докато Мао и Лин обсъждат как да отвърнат, Лю Шаоци и Дън Сяопин спасяват икономиката, като разпускат народните комуни, въвеждат елементи на частен контрол и внасят зърно от Канада и Австралия, за да смекчат ефекта на глада.

### Културната революция
Мао е загрижен за естеството на Китай след 1949 г. Той вижда, че революцията сменя стария елит с нов. Той е загрижен, че властта се отчуждава от тези, на които трябва да служи. Мао смята, че една културна революция ще наруши спокойствието на „управляващата класа“ и ще задържи Китай в състояние на „постоянна революция“, която ще служи на интересите на мнозинството, а не на малкия елит. Лю Шаоци и Дън Сяопин, тогава председател на КНР и генерален секретар съответно, поддържат идеята Мао да бъде премахнат от власт, но да запази символична роля, като партията поддържа всички негови положителни приноси към революцията. Те се опитват да маргинализират Мао, като поемат контрол над икономическата политика и се отстояват политически. Много твърдят, че Мао отговаря на движенията на Лю и Дън чрез Културната революция през 1966 г. Някои учени, като Мобо Гао, смятат, че това може да е преувеличено. Други, като Франк Дикотер, твърдят, че Мао започва културната революция, за да отмъсти на тези, които му се противопоставят по време на Големия скок.
Смятайки, че определени либерални буржоазни елементи в обществото продължават да заплашват социалистическата структура, група младежи, наречени „хунвейбини“ (червеногвардейци), се борят срещу властта и дори създават собствени съдилища. Хаосът се възцарява над много части от страната и милиони са преследвани, включително и известният философ Чен Шуен. По време на Културната революция училищата в Китай са затворени и изселени по селата, където са „превъзпитани“ от селяните чрез тежък труд.
Революцията води до унищожаването на голяма част от културното наследство на Китай и до лишаването от свобода на голям брой китайски граждани, както и до създаването на общ икономически и социален хаос в страната. Животът на милиони е унищожен през този период, показано от китайски филми като „Да живееш“, „Синьото хвърчило“, „Сбогом, моя конкубина“. Смята се, че стотици хиляди, а може би дори милиони, загиват по време на Културната революция.
Когато Мао е информиран за тези загуби, най-вече че хората са докарвани до самоубийство, твърди се, че коментира: „Хората, които се опитват да се самоубият – не се опитвайте да ги спасявате! … Китай е многолюдна държава, не е като да не може да да продължим без няколко души.“ Властите оставят червеногвардейците да убиват противници на режима. Кси Фуджи, шефът на полицията, казва: „Не казвай, че не е правилно да бият лошите хора: ако в пристъп на ярост пребият някого до смърт, нека да бъде така.“ В резултат от това през август и септември 1966 г. само в Пекин са убити 1772 души.
По време на този период Мао избира Лин Бяо, който изглежда че подражава на идеите на Мао, да стане негов наследник. По-късно официално е обявено, че Лин ще бъде наследник на Мао. Но през 1971 г. има разрив между двамата. Официалната история на Китай казва, че Лин планира военен преврат или опит за убийство на Мао. Лин загива в самолетна катастрофа над Монголия, най-вероятно опитвайки се да избяга от Китай, предчувствайки своят арест. ККП обявява, че Лин се опитва да свали Мао от власт и посмъртно е изгонен от партията. По това време Мао губи доверието на много висши фигури в ККП. Най-високопоставеният дезертьор от Съветския блок, генерал-лейтенант Йон Михай Пацепа, описва разговора си с Николае Чаушеску, който му казва за опит на КГБ да се убие Мао Дзъдун с помощта на Лин Бяо.
През 1969 г. Мао обявява края на Културната революция, въпреки че според официалната историография на КНР тя приключва през 1976 г. със смъртта на Мао. През последните му години здравословното състояние на Мао се влошава или заради болестта на Паркинсон, или, според д-р Ли Джисуи, болест на моторния неврон, както заради белодробната болест и проблеми със сърцето. Мао остава пасивен, докато различни фракции в ККП се мобилизират за борбата за власт, която се очаква след неговата смърт.
Този период често е виждан като период на стагнация. Докато много (около 100 милиона) страдат, някои учени, като Ли Фейгон и Мобо Гао, твърдят, че има голям напредък и някои сектори на китайската икономика превъзхождат Запада. Те дори смятат, че периодът на Културната революция поставя основите за впечатляващия растеж, който продължава в Китай. По време на Културната революция Китай взривява първата си водородна бомба (1967 г.), изстрелва сателита „Дон Фан Хон“ (30 януари 1970 г.), поръчва първите си ядрени подводници и прави значителен напредък в областта на науката и технологиите. Здравеопазването е безплатно и стандартът на живот в селищата продължава да се подобрява.

## Смърт
Мао е в лошо здравословно състояние в продължение на няколко години, като то намалява видимо през последните шест месеца преди смъртта му. Според непотвърдени източници, той е починал от амиотрофична латерална склероза.
В пет часа следобед на 2 септември 1976 г. Мао претърпява сърдечен удар, далеч по-тежък от предишните два, който засяга голяма част от сърцето му. Рентгеновите снимки показват, че белодробна му инфекция се е влошила. Мао е буден и нащрек по време на цялата криза и пита няколко пъти лекарите дали е в опасност. Състоянието му продължава да се колебае и животът му виси на косъм. Три дни по-късно, на 5 септември, състоянието на Мао е все още критично, и Хуа Гуофен призовава Дзян Цин да се върне от пътуването си. Тя прекарва няколко минути в сграда 202 (където е настанен Мао), преди да се върне в собственото си жилище.
Следобед на 7 септември състоянието на Мао се влошава. Дзян Цин отива до сграда 202, където научава новините. Мао е заспал и се нуждае от почивка, но тя настоява да разтрие гърба му, да раздвижи крайниците му и да поръси с пудра тялото му. Медицинският екип протестира, че прахът действа зле на белите му дробове, но тя инструктира сестрите да последват нейния пример. На следващата сутрин, 8 септември, тя пак отива при Мао. Настоява да сменят позицията на спане на Мао, защото лежи твърде дълго на лявата си страна. Дежурният лекар възразява, знаейки, че той може да диша само на лявата си страна, но въпреки това тя го мести. Мао спира да диша и лицето му посинява. Дзян Цин напуска стаята, докато лекарите му слагат респиратор и му правят сърдечен масаж и изкуствено дишане. Мао е едва съживен и Хуа Гуофен увещава Дзян Цин да не се меси на работата на лекарите. Органите на Мао започват да спират да работят, той изпада в кома и е поставен на машина за поддържане на живота. Машините са изключени 12 часа по-късно, малко след полунощ. Избрано е Мао да умре на 9 септември, защото датата е лесна за запомняне.
Поменът му се състои на площад Тиенанмън на 18 септември 1976 г. По време на помена има триминутно мълчание. Тялото му е положено в Мавзолея на Мао Дзъдун, въпреки че самият той е пожелал да бъде кремиран.
След смъртта на Мао започва борба за власт. От една страна е левицата, предвождана от Бандата на четиримата, които искат да продължат политиката на революционната масова мобилизация. От друга страна е десницата, която се противопоставя на тази политика. Сред последната група
възстановителите, водени от Хуа Гуофен, се застъпват за планирана икономика, базирана на съветския модел, докато реформистите, предвождани от Дън Сяопин, искат ревизия на китайската икономика, базирана на пропазарна политика. В крайна сметка реформистите спечелват контрол над правителството. Дън Сяопин побеждава Хуа в безкръвна борба за власт няколко години по-късно.

## Наследство
Мао е автор на 68 стихотворения, оценявани високо от китайските литературни критици след установяването на комунистическия режим в страната.
Мао Дзъдун е определян като най-големия масов убиец в историята, отговорен за смъртта на 60 милиона души. Стопанските последствия от управлението му за континентален Китай също са негативни, което се доказва от факта, че през 1949 година – годината, когато китайските комунисти печелят Гражданската война на континента, китайският БВП е 5,7% от световния, а през 2003 година, 25 години след започнатите от Дън Сяопин успешни стопански реформи, при които Китайската икономика става от чисто планова полупазарна, след които в страната започва стопански бум – под 4%. Икономическото изоставане на Китай по времето на Мао става на фона на Стопанския възход на некомунистическите Четири азиатски тигъра, от които дори единствената от тях нямаща етническо китайско мнозинство Южна Корея споделя произлязлата от Китай Конфуцианска култура, които за няколко десетилетия стават от слаборазвити Развити страни, и дори през периода 1960 - 2023 година, в преобладаващата част от който китайската икономика е полупазарна, БВП на Глава от населението на Континентален Китай е нарастнал общо 15 пъти при около 25 пъти на некомунистически Китай и Южна Корея и 19 пъти на Сингапур, въпреки че от последните години на 20-ти век Континентален Китай съкращава пропастта си с Азиатските тигри в този показател, заради по-късното си тръгване от много по-ниска начална база от тях. В растениевъдството поне до началото на нулевите години на 21 век средното производство на зърнени култури на глава от населението в континентален Китай е значително по-ниско от това по време на династията Цин. Защитниците на Мао от своя страна твърдят, че той е обединил Китай след десетилетия Гражданска война, но премълчават факта, че след 1928-ма, когато са окончателно разгромени разделилите помежду си страната местни военначалници, Гражданската война се води само между китайските комунисти, воюващи с решаващата подкрепа на чужда държава – СССР, срещу собственото си националистическо правителство на Гоминдана – следователно Мао удължава Гражданската война в страната с поне 21 години, с разрушенията, предизвикани от това удължаване, става причина за част от пораженията, понесени от Китай през войната на Япония срещу него, за вербуването на редица китайски колаборационисти от японците с използването на противокомунистическа пропаганда и за жестокостите над тези мирни китайци, намиращи се на окупираните заради това територии, донякъде причинява и самата японска агресия, карайки Токио да подцени китайския патриотизъм и способността му да мобилизира населението в отбрана на страната, превръща се в основна пречка за това Японската империя и Китай да сключат мир помежду си през 1940 година, защото именно комунистите на Мао стават предтекст Япония да иска безсрочно разполагане на свои войски в страната с цел съвместна борба с комунистическите сили, което искане китайското правителство отхвърля, донякъде причинява и войната на Япония със Западните съюзници, защото именно налагането на нефтено ембарго над Япония и замразяването на авоарите й, докато воюва в Китай, от страна на САЩ поставят страната под заплахата от Стопански колапс и я принуждават да започне настъпателна война в Югоизточна Азия и Океания с цел там да получи нужните й ресурси, което води до още милиони военни и цивилни жертви в Азиатско-тихоокеанския регион и освен това заради победата на Мао в Гражданската война на континента, Тайван се отделя от Китай. Мао Дзъдун също така е отговорен за разделението на Корейския полуостров, защото именно намесата на Китайските „народни доброволци“ през Корейската война става решаващата причина силите на ООН да не успеят да унищожат Северна Корея след успешния им десант в Инчон, след който освобождават напълно Южна Корея, навлизат дълбоко на територията на Северна, освобождавайки столицата ѝ Пхенян и са могли до края на 1950 година напълно да ликвидират комунистическия режим, а за разлика от Китай, Лаос и Виетнам, Северна Корея не може да си позволи да се откаже от чистата планова икономика, ако не иска да бъде изкупена от икономически мощната и третираща я като „противодържавна организация“ Южна Корея, с което Мао става косвено отговорен за това разликата в БВП на глава от населението на двете Кореи да е най-голямата между 2 съседни държави в света, намиращи се в състояние на мир и без значима разлика на количеството Природни ресурси, която да осигури силно стопанско превъзходство на едната страна над другата. А в дългосрочен план маоистките военни концепции и чистки на военния елит отслабват боеспособността на Китайската армия, което се доказва от факта, че през Корейската война Китай осъществява успешно настъпление срещу суперсилите САЩ и Великобритания и съюзниците им, без да загуби повечето завзети територии, а през 1979 година не може да нанесе значително поражение на виетнамските опълченци и съединения на Виетнамската армия с ниска боеспособност и е принуден да напусне завоюваните виетнамски територии.